# Äkta människor
Äkta människor (Echte mensen) is een Zweedse sciencefictionserie die uitgezonden werd op de Zweedse televisiezender SVT 1. Het eerste seizoen van de serie bevatte tien afleveringen en startte op 22 januari 2012. De serie werd geschreven door Lars Lundström en geregisseerd door Harald Hamrell en Levan Akin. In Nederland en Vlaanderen wordt de serie verkocht op dvd onder de Engelse titel Real Humans. Onder deze titel werd in 2013 de serie uitgezonden door de VPRO. In België begon OP12 met het eerste seizoen op 30 januari 2014. De afleveringen van de tweede serie werden van december 2013 tot maart 2014 op de Zweedse televisie uitgezonden.

## Samenvatting
De serie speelt zich af in een alternatief hedendaags Zweden, waar de samenleving zich moet aanpassen na de komst van commerciële androïden. Deze worden hubots genoemd, wat een samenvoeging is van human (mens) en robot. Zij hebben een USB-poort op hun lichaam waardoor ze verder geprogrammeerd kunnen worden en ze worden gebruikt als bedienden en arbeiders.
Sommige mensen omarmen de nieuwe technologie, maar anderen hebben een afkeer van de hubots omdat ze bang zijn vervangen te zullen worden door hen op het werk en nadat de hubots zich evolueren en ook emoties gaan vertonen, vervangen te zullen worden als man of vrouw. Een aantal 'bevrijde' hubots vormt een ondergrondse splintergroep omdat zij niet meer akkoord kunnen gaan met de vaak onwaardige omstandigheden waarin zij moeten leven en werken.
Leo groeide als zoon van wetenschapper David Eischer op als hubot. Samen met Mimi en Niska behoort hij tot een groep van wilde hubots die strijden voor hun vrijheid terwijl ze worden gezocht door de politie. Mimi wordt ontvoerd en verkocht op de zwarte markt en Leo wil haar koste wat kost vinden.
Hans Engman wil voor zijn schoonvader Lennart een nieuwe hubot kopen om zijn defect model te vervangen. De verkoper slaagt erin hem een duur model aan te praten door hem een tweede hubot cadeau te doen. Hans' echtgenote Inger stemt met tegenzin in om de gratis hubot, die ze Anita noemen, in huis te nemen. Ze wordt al snel een deel van de familie: Anita leest hun jongste dochter Sofia verhaaltjes voor voor het slapengaan en hun tienerzoon Tobias krijgt hulp van haar bij zijn huiswerk. Geen van hen is zich ervan bewust dat het een gebruikt en geherprogrammeerd model is.
Lennart is teleurgesteld met zijn nieuwe hubot Vera, die hij te opdringerig vindt. Hij slaagt erin om zijn oude hubot, Odi, terug aan de praat te krijgen, hoewel die niet meer helemaal naar behoren werkt. Ze trekken samen op achter de rug van Vera.
Roger, een buurman van de familie Engman, werkt bij een magazijn waar hubots meer en meer menselijke arbeid verrichten. Hij veracht hen. Die woede wordt nog verder aangewakkerd wanneer zijn vrouw Therese hem samen met haar zoon Kevin verlaat om een seksuele relatie te beginnen met hun hubot, Rick. Daarop gaat Roger naar een samenkomst van 'Äkta Människor', een organisatie die zich fel verzet tegen de opkomst van hubots.

## Rolverdeling
| - Daniel Abreu – Dick - Agneta Ahlin – Solveig - Josephine Alhanko – Flash (Florentine) - Mikael Almqvist – Man op straat - Romeo Altera – Leo (10 jaar) - Mats Andersson – Göran - Leif Andrée – Roger - Anna Åström – Kyra - Sofia Bach – Åsa - Johannes Bah Kuhnke – Rick - Anders Beckman – Ivars - Sofia Berg-Böhm – Karin - Jörgen Bergström – Wachter - Peter Carlberg – Carl - Lasse Carlsson – Gatuarbetare - Bodil Carr Granlid – Receptionist - Dan Ekdahl – Arnold - Hanna Elfors Elfström – Emma - Sten Elfström – Lennart Sollberg - Roland Eriksson – Man 2 - Jesper Feldt – Partijlid - Thomas W. Gabrielsson – David Eischer - Göran Gillinger – Karla - Jannike Grut – Vrouw in kerk - Hedda Gullander – Pamela - Pia Halvorsen – Inger Engman - Maia Hansson Bergqvist – Samantha - Claes Hartelius – Gösta - Kåre Hedebrant – Tobias "Tobbe" Engman - Johan Hedenberg – Politieagent - Björn Ingi Hilmarsson – Peter - Jakob Hultcrantz Hansson – Kunstleraar - Sara Huss – Oldoz - Yohanna Idha – Journalist - Niklas Jarneheim – Magnus - Ellen Jelinek – Eva - Carina Jingrot – Elvis - Dan Johansson – Man in kerk - Amanda Kessler – Nilifer - Tomas Köhler – Verhuurder - Anki Larsson – Vera - Camilla Larsson – Therese - David Lenneman – Fred | - Sara Linderholm – Apollonia "Apan" - Jimmy Lindström – Malte Koljonen - Ylva Lööf – Anna - Jonas Malmsjö – Luther - Simon Miiro – Lucas - Natalie Minnevik – Matilda Engman - Rennie Mirro – Bo - Måns Nathanaelson – Jonas Boberg - Shebly Niavarani – Henning - Özz Nûjen – Jorge - Nicholas Olsson – Björn - Lisette Pagler – Mimi/Anita - Aline Palmstierna – Sofia Engman - Peter Parkrud – Bedrijfsleider - Johan Paulsen – Hans Engman - Louise Peterhoff – Cloette - David Rangborg – Politieagent - Marie Robertson – Beatrice "Bea" Novak - Eva Röse – Niska - Reuben Sallmander – Gustav - Fredrik Silbersky – Kevin - Jennie Silfverhjelm – Maria - Mattias Silvell – Jim - Anna Sise – Pilar - André Sjöberg – Gordon - Oscar Skagerberg – Jago - Saunet Sparell – Marylyn - Richard Sseruwagi – Arts - Alexander Stocks – Odi - Birgitta Sundberg – Brita - Mårten Svedberg – Jan - Lisbeht Tammeleht – Siri - Oskar Thunberg – Voorzitter - Jane Timglas – Sekshubot - Jan Tiselius – Receptionist - Hendrik Törling – Man - Richard Turpin – Klant - Peter Viitanen – Silas - Christopher Wagelin – Max - Ola Wahlström – Ove Holm - Johannes Wanselow – Wachter - Andreas Wilson – Leo Eischer |